# Egon Meszlényi
Egon Meszlényi (fl. XX secolo) è stato uno schermidore ungherese, vincitore di una medaglia di bronzo ai campionati internazionali di scherma.